# فینال جام حذفی فوتبال انگلستان ۱۸۸۷
فینال جام حذفی فوتبال انگلستان ۱۸۸۷، رقابت پایانی جام حذفی فوتبال انگلستان در سال ۱۸۸۷ میلادی است که مابین دو تیم باشگاه فوتبال استون ویلا و باشگاه فوتبال وست برومویچ در ورزشگاه اووال لندن برگزار شده‌است.
این مسابقه که در تاریخ ۲ آوریل ۱۸۸۷ انجام شده‌است با نتیجه ۲ بر ۰ به سود تیم باشگاه فوتبال استون ویلا به پایان رسید.